# Szabó György (szobrász)

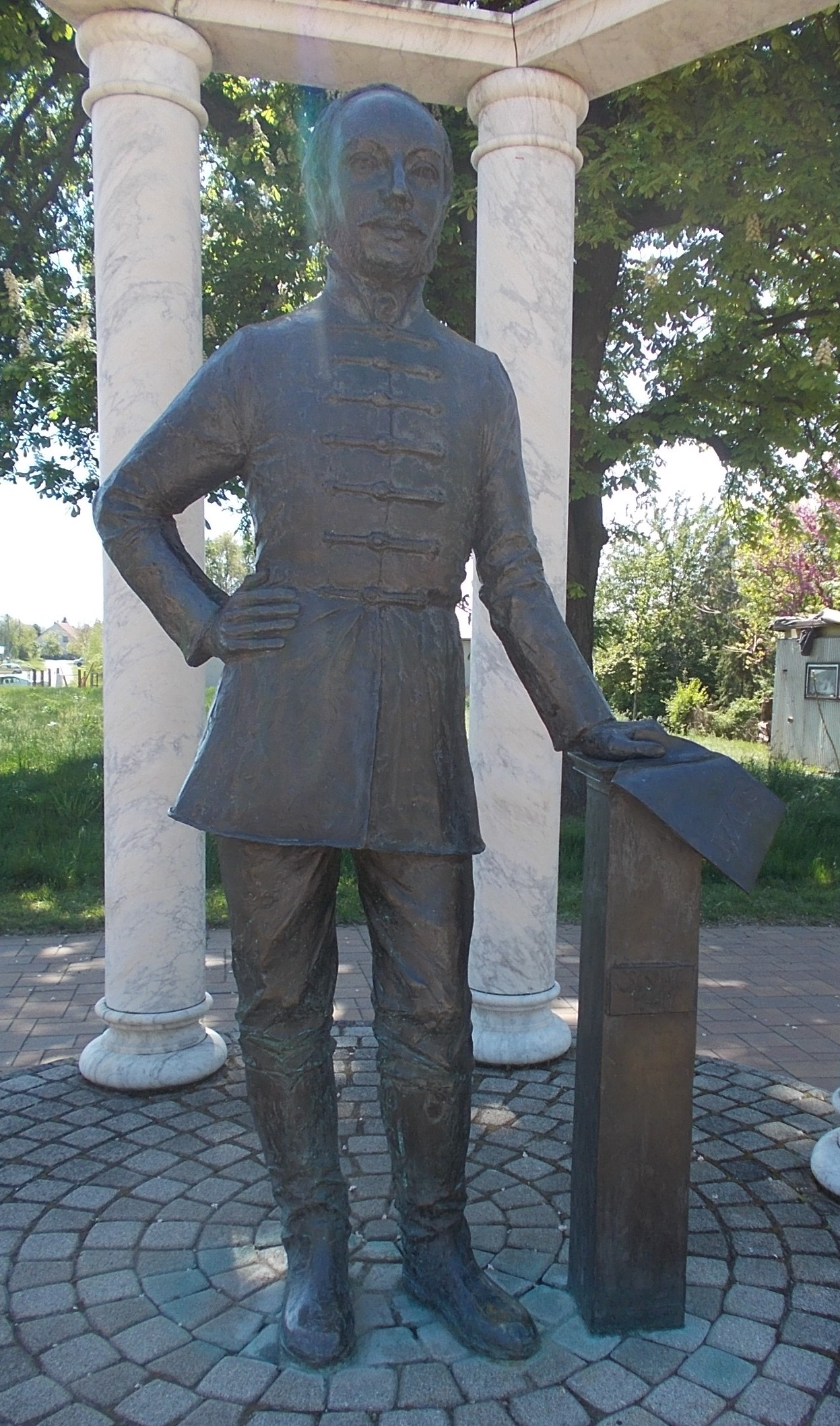
Vörösmarty Mihály szobra Kápolnásnyéken

Szabó György (Nagykőrös, 1947. december 19. –) magyar szobrász és éremművész.
A köztéri alkotások és kisplasztikák mellett jelentős az éremművészeti tevékenysége. Izgalmas térstruktúrákat hoz létre, melyek sok esetben épületmaradványokra emlékeztetnek. Kiemelkedőek egyedi viaszveszejtéses öntészeti eljárással készült érmei, kisplasztikái. Fontos művészetpedagógiai munkássága.

## Tanulmányai
- 1968-1972 Magyar Képzőművészeti Főiskola, Budapest. Mestere: Somogyi József

## Kiállításai

### Csoportos kiállítások (válogatás)
- 1978 Magyar szobrászat, Műcsarnok, Budapest
- 1981, 1983, 1987-1991, 1997-2001 VI., VII., IX-XI., XIV-XVI. Országos Kisplasztikai Biennále, Pécs
- 1987-1993, 1997-2007 Országos Érembiennále, Sopron
- 1990, 2002-2007 FIDEM Nemzetközi Éremművészeti Kiállítás
- 1994 Árkád Galéria, Budapest
- 1996-2001 Magyar Szobrászok Társasága kiállításai
- 1999 Magyar Szalon '97, Műcsarnok, Budapest
- 2001 A szobrászaton innen és túl, Műcsarnok, Budapest.
- 2001 Dante in Ungheria, Ravenna
- 2002 25 éves a Nyíregyháza-Sóstó Nemzetközi Éremművészeti és Kisplasztikai Alkotótelep, Árkád Galéria, Budapest
- 2002 Mesterveretek Szabó Géza ötvösmester műhelyéből, Szegedi vár, Szeged
- 2003, 2005 Nemzetközi Kortárs Érembiennále, Seixal
- 2003 Jelentés. A Magyar Szobrász Társaság kiállítása, Vigadó Galéria, Budapest
- 2003-2004 Esetek és határesetek - Határok és átjárások az éremművészetben, Párizs; Budapest; Kremnica; Szófia; Rusze; Pleven
- 2004 A tizedik. A Magyar Szobrász Társaság jubileumi kiállítása, Szombathelyi Képtár, Szombathely
- 2005 Határesetek az Éremművészetben III., MKISZ Székháza, Budapest
- 2006 Emlékeink - 1956 Budapest, MKISZ Székháza, Budapest; Éremművészeti Múzeum, Wrocław
- 2006 Duna, Moldva, és Visztula mentén - Éremkészítők és műveik, Éremművészeti Múzeum, Wrocław; 2007: Éremművészeti Múzeum, Kremnica

### Egyéni kiállításai (válogatás)
- 1975 Művelődési Ház, Kisvárda
- 1976 Óbudai Galéria, Budapest
- 1977 Budapesti Műszaki Egyetem Kollégiuma, Budapest • Könnyűipari Műszaki Főiskola, Budapest
- 1978 Csili Művelődési Központ, Budapest • Művelődési Ház, Bicske • Művelődési Ház, Mány
- 1980 Arany János Múzeum, Nagykőrös • Megyei Művelődési Központ, Veszprém
- 1983 Lila Iskola Galéria, Budapest (kat.)
- 1984 Népház Galéria, Tatabánya
- 1985 Paál Terem, Budapest
- 1986 Orvostovábbképző Intézet, Budapest
- 1987 Arany János Művelődési Ház, Nagykőrös
- 1988 Pitypang Iskola Galéria, Budapest
- 1989 Művelődési Ház, Szentmártonkáta
- 1991 Csontváry Terem, Budapest
- 1994 Árkád Galéria, Budapest
- 1995 Kortárs Galéria, Budapest
- 1999 Szindbád-változatok, Vigadó Galéria, Budapest
- 1999 Jászai Mari Színház, Tatabánya
- 2000 Népház Galéria, Tatabánya;
- 2000 Atelier Mensch, Hamburg
- 2002 Retorta Galéria, Budapest
- 2002 Konzervatórium, Debrecen
- 2004 Vármúzeum, Simontornya
- 2004 Galerie Terbeek, Kropswolde (NL)
- 2005 Galerie A. M. I., Verviers (B)
- 2005 Arany János Művelődési Központ, Rácz József Galéria, Nagykőrös
- 2005 Horváth Endre Galéria, Balassagyarmat
- 2006 Szolnoki Művésztelep Kert Galéria, Szolnok
- 2007 Társalgó Értelmiségi Klub, Budapest
- 2012 Társalgó Értelmiségi Klub, Budapest

## Díjai, elismerései (válogatás)
- 1986 Tavaszi Tárlat díja, Salgótarján
- 1989 Országos Érembiennále a Képcsarnok Vállalat díja, Sopron
- 1990 Nemzetközi Éremművészeti és Kisplasztikai Alkotótelep, Nyíregyháza-Sóstó, Szabolcs-Szatmár-Bereg Megyei Tanács díja
- 1996, 2002 Nemzetközi Éremművészeti és Kisplasztikai Alkotótelep, Nyíregyháza-Sóstó, Pro Arte ezüstérem
- 1999 Országos Érembiennále, a Képző- és Iparművészeti Lektorátus díja, Sopron
- 2000 Nyári Tárlat nívódíj, Debrecen
- 2001 Országos Érembiennále, Sopron, a Magyar Éremművészetért Alapítvány díja
- 2003 Országos Érembiennále, Sopron, a Nemzeti Kulturális Örökség Minisztériumának díja
- 2005 Országos Érembiennále, Sopron, Civitas Fidelissima-díj
- 2011 Munkácsy Mihály-díj
- 2013 XIX. Országos Érembiennále, Sopron, Ferenczy Béni-díj

## Köztéri munkái (válogatás)
- 1979 Perczel Mór (kő mellszobor, Bonyhád)
- 1980 Chlepkó Ede (bronz mellszobor, Budapest, XIX. ker., 1992 óta a budatétényi Szoborparkban)
- 1983 dr. Markusovszky Lajos (bronz mellszobor, Budapest, XIII. ker., Orvostovábbképző Intézet)
- 1986 Szerelmespár (terrakotta, Sátoraljaújhely, Házasságkötő Terem)
- 1986 Szélfiú (bronz, Nagykőrös)
- 1990 Szélfúvó (vörösmárvány díszkút, Hajós, Gyermekotthon)
- 1990 Vörösmarty Mihály (bronz, mészkő, Bonyhád)
- 1992 Pieta, I. és II. világháborús emlékmű (bronz, kő, 1992, Hevesvezekény)
- 1993 szökőkútfal (márvány, 1993, Budapest, XIV. ker., Besnyői u., General-Consulting Rt. Tárgyalót.)
- 1993 városi közkút-rekonstrukció (vörösmárvány, Tata, Tóvárosi városközpont)
- 1994 Szárnyas fiú (bronz, Tata, Városháza)
- 1996 szökőkút (bronz, márvány, Tata, Tóvárosi városközpont)
- 1996 díszkút (bronz, márvány, Simontornya)
- 1996 díszkút (bronz, márvány, Ozora)
- 1996 díszkút (bronz, márvány, Hevesvezekény)
- 2000 Vörösmarty Mihály (bronz, márvány, Kápolnásnyék)
- 2000 Jászai Mari (bronz, Tatabánya, Jászai Mari Színház).
- 2011 Hydrák - szökőkút (bronz, Kunhegyes, városközpont).
- 2011 Sellő (bronz, Nagykőrös, Deák tér).
- 2012 Aladár Paasonen (bronz, Nagykőrös, Hősök tere).